# Ruda (okres Rakovník)
Obec Ruda se nachází v okrese Rakovník, kraj Středočeský, zhruba 2,5 km jihozápadně od Nového Strašecí. Žije zde 816 obyvatel.

## Historie
První písemná zmínka o obci pochází z roku 1437, kdy zde sídlil vladyka Jan Rudský.

### Územněsprávní začlenění
Dějiny územněsprávního začleňování zahrnují období od roku 1850 do současnosti. V chronologickém přehledu je uvedena územně administrativní příslušnost obce v roce, kdy ke změně došlo:
- 1850 země česká, kraj Praha, politický okres Rakovník, soudní okres Nové Strašecí[4]
- 1855 země česká, kraj Praha, soudní okres Nové Strašecí
- 1868 země česká, politický okres Slaný, soudní okres Nové Strašecí
- 1939 země česká, Oberlandrat Kladno, politický okres Slaný, soudní okres Nové Strašecí[5]
- 1942 země česká, Oberlandrat Praha, politický okres Slaný, soudní okres Nové Strašecí[6]
- 1945 země česká, správní okres Slaný, soudní okres Nové Strašecí[7]
- 1949 Pražský kraj, okres Nové Strašecí[8]
- 1960 Středočeský kraj, okres Rakovník
- 2003 Středočeský kraj, obec s rozšířenou působností Rakovník

Z hlediska římskokatolické správy obec spadá do farnosti Nové Strašecí, ale její osada Amálie do farnosti Zbečno.

### Rok 1932
V obci Ruda (870 obyvatel, ) byly v roce 1932 evidovány tyto živnosti a obchody: cihelna, družstvo pro rozvod elektrické energie v Rudě, 2 holiči, 2 hostince, kovář, krejčí, mlýn, obuvník, pekař, rolník, 4 obchody se smíšeným zbožím, 2 trafiky.

## Pamětihodnosti
- Kaple svatého Anděla Strážce u hřbitova
- Hospodářský dvůr Amálie
- Přírodní rezervace Údolí Klíčavy
- Lánská obora

## Doprava
Dopravní síť
- Pozemní komunikace – Obcí prochází silnice II/237 Rakovník - Nové Strašecí.

- Železnice – Železniční stanice na území obce není. Území obce protíná železniční Trať 120 Praha - Kladno - Rakovník. Nejbližší železniční stanicí je Nové Strašecí ve vzdálenosti 1,5 km ležící na trati 120 z Prahy a Kladna do Rakovníka.

Veřejná doprava 2021
- Autobusová doprava – Z obce jezdí autobusové linky např. do těchto cílů: Kladno (linka 625), Nové Strašecí (linky 304, 581, 583, 625), Praha (linka 304), Rakovník (linky 304, 581, 625), Řevničov (linka 583)